# Joseph Aubert
Joseph-Jean-Félix Aubert, spesso citato semplicemente come Joseph Aubert (Nantes, 20 agosto 1849 – Les Fontenelles, 23 maggio 1924), è stato un pittore francese.

## Biografia
Joseph Aubert nacque a Nantes nel 1849. Egli sposò la figlia del matematico Jean-Claude Bouquet nel 1872.
Nel 1873, venne ammesso alla scuola di belle arti di Parigi nell'atelier di Alexandre Cabanel. Egli si specializzò nella pittura religiosa e nella realizzazione dei disegni per le vetrate.
In particolare, ha decorato con degli affreschi le chiese di Notre-Dame des Champs a Parigi e quella di Notre-Dame di Besançon.
Nel 1898 acquistò la tenuta dell'Ermitage a Mancenans-Lizerne, nel Doubs, dove si recava ogni estate per riposarsi. Vi allestì anche uno studio. Aubert morì a Les Fontenelles nel 1924.

## Opere nelle collezioni pubbliche

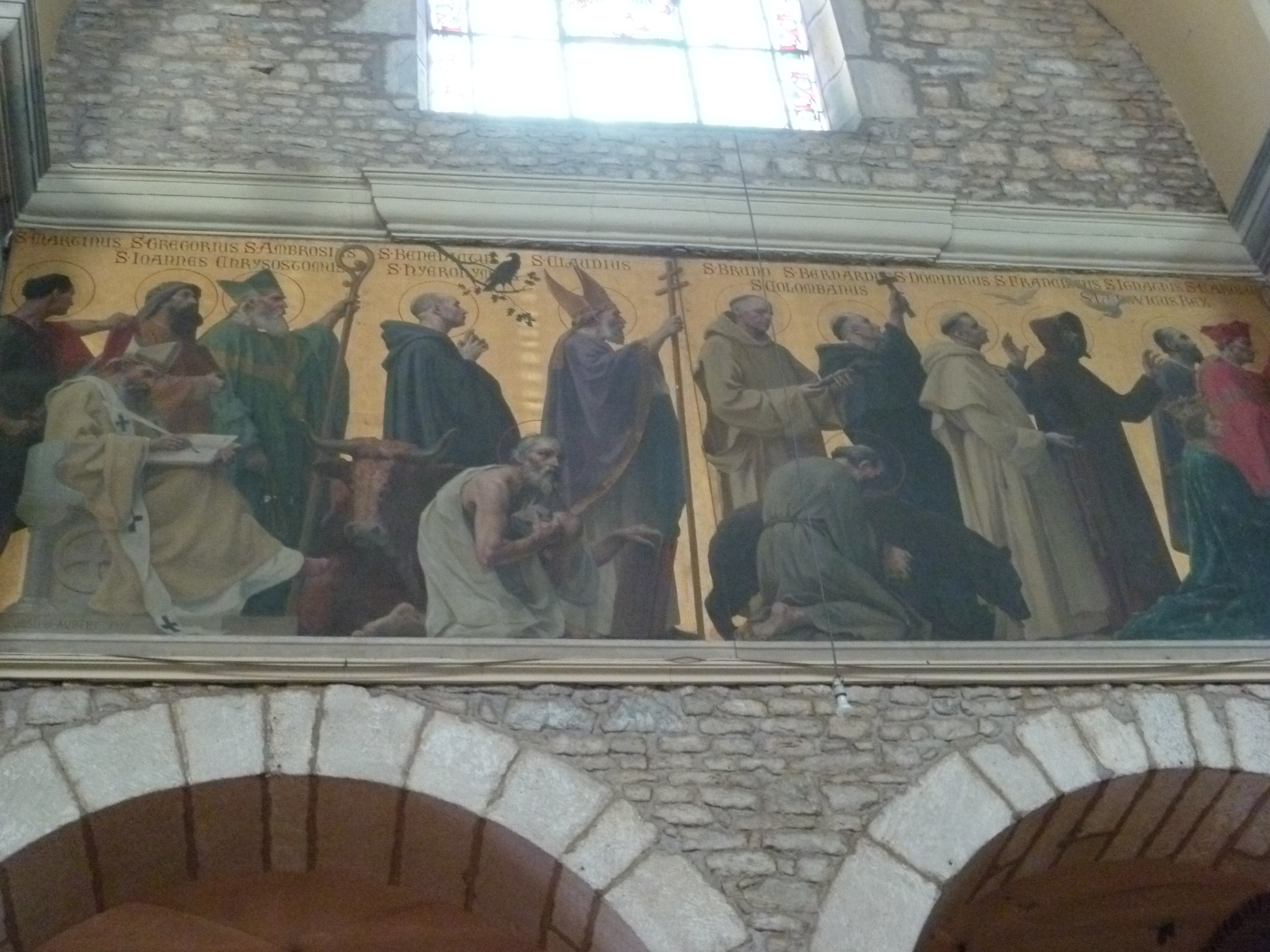
Una serie di santi dalla chiesa di Nostra Signora a Besançon

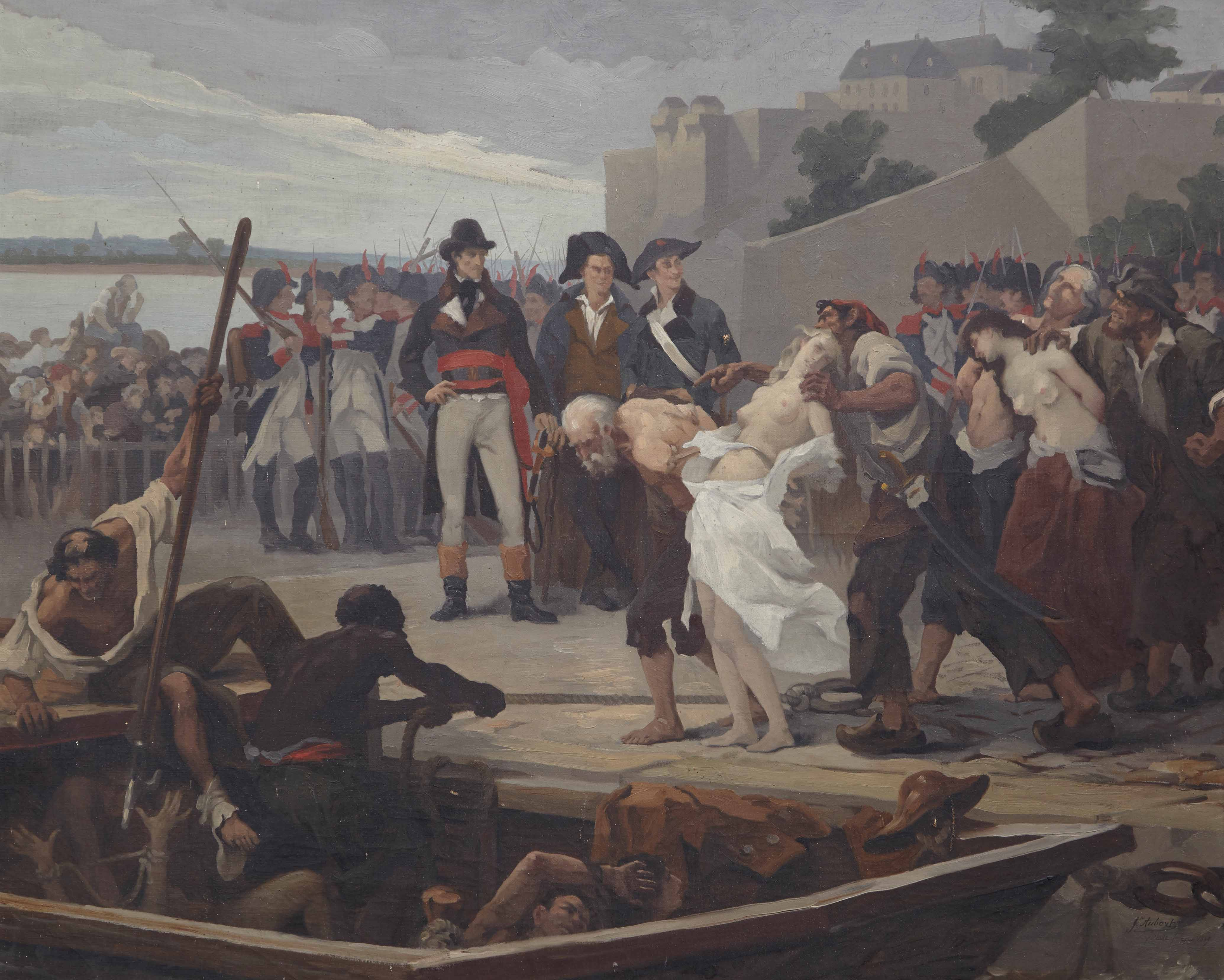
Les noyades de Nantes en 1793, 1882

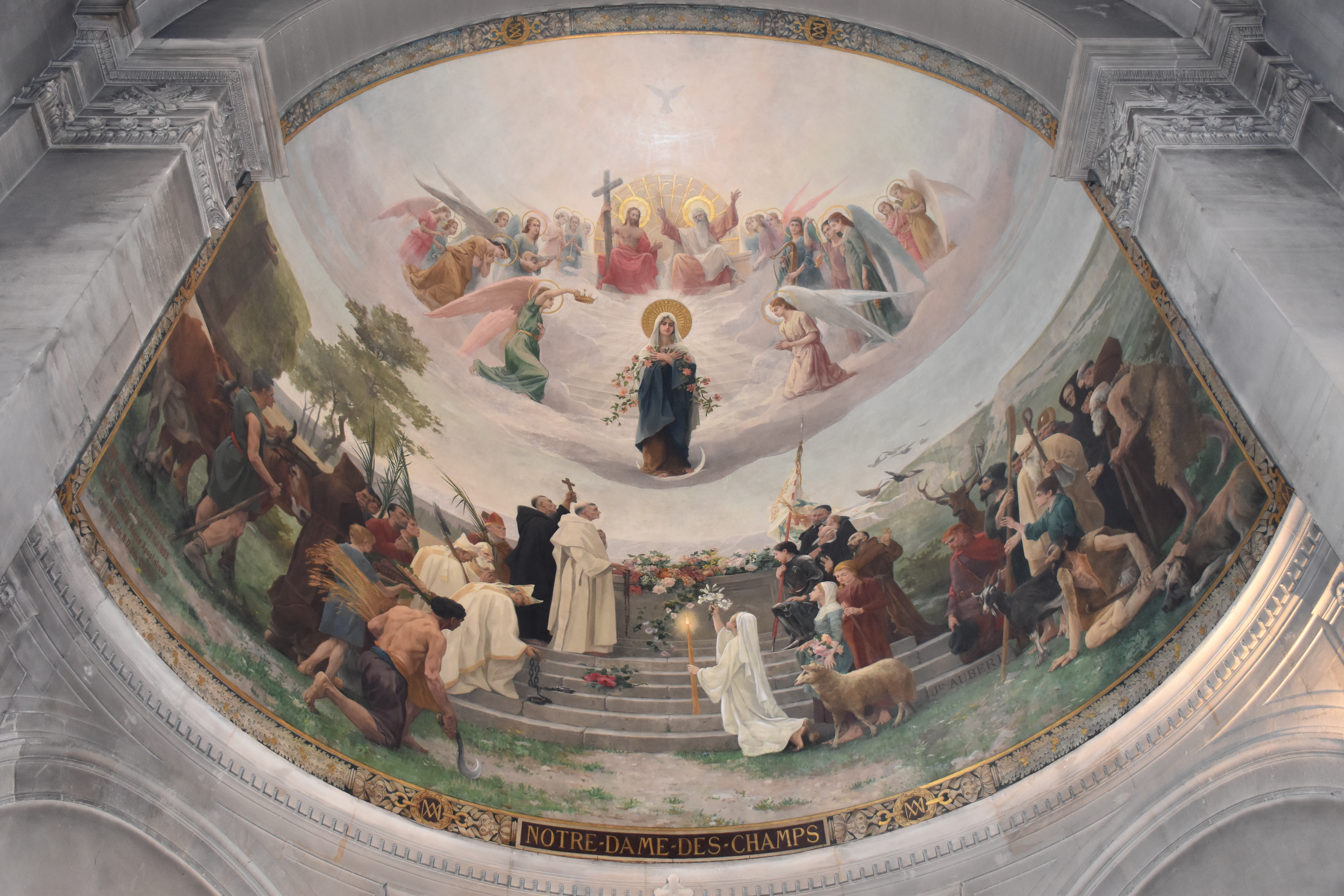
Il dipinto dell'abside della chiesa di Notre-Dame-des-Champs a Parigi (1889-1891)

- Besançon, chiesa parrocchiale di Nostra Signora: tele montate
- Charenton-le-Pont, chiesa parrocchiale di San Pietro:[5]
  - La Multiplication des pains, 1917, olio su tela montata
  - La Remise des clefs à saint Pierre, 1917, olio su tela montata
- Museo d'arte e di storia di Cholet: Les Noyades de Nantes en 1793, Salone del 1882, olio su tela, studio
- Musée des beaux-arts di Nantes: Les Noyades de Nantes en 1793, Salone del 1882, olio su tela[6]
- Parigi:
  - chiesa di Notre-Dame-des-Champs: I ventidue pannelli, degli oli su tela montata, posti al secondo livello dell'elevato nella navata e nel coro, sono stati dipinti tra il 1891 e il 1907 e ritraggono la vita della Vergine Maria. Aubert, ricco dei suoi viaggi in Egitto e in Terrasanta, cercò di rinnovare questo soggetto già trattato da vari pittori con le scene seguenti:
    - Nascita di Maria (interno di una casa di Gerusalemme)
    - Maria istruita da sua madre (la fontana di Siloe)
    - Maria presentata al Tempio (Templo di Gerusalemme, che riprende quello di Edfu)
    - Maria fidanzata con Giuseppe (cortile interno di una casa di Nazaret)
    - Maria salutata dall'angelo Gabriele
    - Maria visita Elisabetta (casa a Siloe)
    - Maria cerca un alloggio a Betlemme
    - Maria nella mangiatoia (grotta sotto la collina di Betlemme)
    - Maria purificata al Tempio (decorazione faraonica)
    - Maria fugge in Egitto (la valle dei Re, a est di Tebe)
    - Maria si riposa in Egitto (le grandi piramidi di Giza)
    - Mara alla fontana (fontana di Nazaret)
    - Maria a Nazaret
    - Maria accanto a Giuseppe morente
    - Maria ai piedi della croce
    - Maria ritorna dal Calvario (un cortile di una casa)
    - Maria riceve il corpo di Gesù
    - Maria al Cenacolo (decorazione ripresa dall'antico Tempio)
    - Maria vede Gesù resuscitato (il campo di Aceldama)
    - Maria riceve l'Eucaristia (un riparo per i viaggiatori)
    - Maria esala l'ultimo respiro
    - Maria ascende al cielo (il monte degli Ulivi e la valle del Giordano)

  - chiesa di Saint-Honoré-d'Eylau: quadri della Via della Croce, 1923
  - dipartimento di arti grafiche del museo del Louvre:
    - Saint François Régis soignant un malade, matita nera[7]
    - Fillette assise, tenant la main d'un second personnage, 1899, disegno.[8]